# Дом культуры имени А. И. Ефремова
Дом культуры имени А. И. Ефремова — здание на улице Мира в Кировском районе Новосибирска, построенное в 1952 году. Архитекторы — В. А. Добролюбов, С. А. Платек. Памятник архитектуры регионального значения.

## История
Возведение клуба на 750 человек при заводе Тяжстанкогидропресс велось с 1949 по 1952 год. Это было первое сооружение с подобным назначением, построенное в Новосибирске после Великой Отечественной войны.
С 1954 года клуб завода также начинают называть домом культуры имени А. И. Ефремова.
В 2006—2008 годах был проведён капитальный ремонт здания, а также реставрация лепного декора и живописи в зале.
В 2010 году Дом культуры был признан памятником архитектуры регионального значения.

## Описание
Прямоугольное в плане здание со сценической коробкой и переменной этажностью в 2—3 этажа отступает от красной линии улицы Мира. Главный северный фасад вместе с фасадной развёрткой имеют симметрично-осевую композицию и формируют аванплощадь, декоративная аркада образует перед Домом культуры полукруглый курдонёр. К подножию расположенного на невысоком подиуме портика идёт широкая лестница.
Композиция главного фасада состоит из портика в три этажа из восьми квадратных в сечении массивных пилонов, стволы которых рустованы во всю высоту, и аркады, также рустованной. На пилоны опираются небольшие декорированные клинчатым рустом арки-перемычки и увенчанный карнизом фронтон.
Шесть центральных пилонов портика и размещённые за ними пилястры на стене главного фасада украшены барельефами, формирующими подобие капителей, они представляют собой четыре чередующиеся композиции — парные человеческие фигуры и атрибуты профессий. Декор двух крайних пилонов и соответствующих им пилястр — лепнина в форме цветочных гирлянд. Подобными гирляндами и венками украшены плоскости стен, фланкирующих портик. Фронтон декарирован рельефом с изображением символов искусства и венчается по центру единственным сохранившимся акротерием с атрибутами труда и отдыха.
Протяжённые западный и восточный фасады тождествены, увенчаны карнизом с сухариками и разбиты ритмом вертикальных окон. Оконные проёмы первого этажа с полуциркульным завершением, второго — прямоугальные, и завершаются сандриками с замковым камнем. Окна третьего этажа примыкающего к главному фасаду трёхэтажного объёма также имеют полуциркульное завершение, а первый этаж этого объёма отделён карнизом и рустован.
На западном фасаде ранее находился портик с лоджией-террасой на уровне второго этажа, ограждённой балюстрадой с опорами, повторявшими форму пилонов. Во время капитального ремонта пролёты лоджии-террасы и портика были заложены. В стенах между пилонами на втором этаже расположены четыре прямоугольных окна.
К восточному фасаду первоначально был пристроен одноэтажный и полукруглый в плане входной тамбур, утраченный предположительно в 1980-х годах. На его крыше находился декоративный балкон.
Симметричный южный фасад завершён полуфронтоном с чердачным окном. Шесть вертикальных окон и дверные проёмы первого этажа фасада с арочным завершением, на втором этаже размещены разделённые пилястрами коринфского ордера девять вертикальных ленточных окон. К западной части южного фасада пристроен ведущий в спортивный зал переход.
Оконные проёмы всех фасадов заполнены стеклопакетами, также были утрачены оригинальные двери здания.
Фундаменты бутовые, подвальные стены выполнены из кирпича и бутового камня, стены здания сложены из шлакоблоков.
Первоначально крыша состояла из деревянных стропил и металлической кровли, впоследствии заменённых на металлические фермы и кровлю из оцинкованного железа.
Перекрытия первого этажа монолитные железобетонные, а между вторым и третьим этажами применён профилированный лист по металлическим балкам.
Фасады отделаны штукатуркой и окрашены.
Общие габариты здания — 54,46 × 34,38 м.

### Интерьер
Архитектурная особенность здания — качественно выполненные интерьеры. В центральной части Дома культуры расположен овальный зрительный зал, в котором находится криволинейный в плане балкон с глухим ограждением. Декор зала в уровне второго света — арочные ниши и пилястры коринфского ордера. Стены и потолок зрительного зала, портал сцены и ограждение балкона украшены лепниной в классическом стиле с элементами советской символики.
Центр плафона декорирован большой лепной разеткой, по его периметру размещены десять выполненных на холсте живописных медальонов полукруглой формы с дублирующимися сюжетами: детство, промышленность, вооружённые силы, наука, сельское хозяйство (художники — В. И. Чуванов, А. А. Бертик). Зальное помещение освещается настенными светильниками и люстрой.
В некоторых помещениях сохранились кессонированные потолки с лепниной, декоративные вентиляционные решётки, лепные розетки, профилированные штукатурные тяги; декорированные каннелюрами колонны и пилястры.